# Korolewo (rejon głębocki)
Korolewo – dawny zaścianek. Tereny na których leżał znajdują się obecnie na Białorusi, w obwodzie witebskim, w rejonie głębockim, w sielsowiecie Koroby.

## Historia
W czasach zaborów wieś w powiecie dzisieńskim, w guberni wileńskiej Imperium Rosyjskiego.
W latach 1921–1945 zaścianek leżał w Polsce, w województwie wileńskim, w powiecie dziśnieńskim, w gminie Głębokie.
Według Powszechnego Spisu Ludności z 1921 roku zamieszkiwało tu 146 osób, 7 było wyznania rzymskokatolickiego, 121 prawosławnego a 18 staroobrzędowego. Jednocześnie 5 mieszkańców zadeklarowali polską przynależność narodową, 127 białoruską a 14 rosyjską. Było tu 29 budynków mieszkalnych. W 1931 w 8 domach zamieszkiwało 30 osób.
Wierni należeli do parafii rzymskokatolickiej w Konstantynowie i prawosławnej w m. Wierzchnie. Miejscowość podlegała pod Sąd Grodzki w Głębokiem i Okręgowy w Wilnie; właściwy urząd pocztowy mieścił się w Głębokiem.